# Паренченко, Николай Сергеевич
Николай Сергеевич Паренченко — советский хозяйственный, государственный и политический деятель.

## Биография
Родился в 1914 году в селе Марьевка. Член КПСС.
Окончил Уральский индустриальный институт.
До 1934 — исполнитель отдела оборудования, инструктор по технической учёбе, технический пропагандист управления строительства Магнитогорского коксохимического комбината.
В 1939—1953 — сменный инженер, старший мастер, заведующий машинным залом листопрокатного цеха, главный электрик отдела капитального строительства, заведующий электрооборудованием электросталеплавильного цеха, заместитель начальника отдела оборудования, заместитель секретаря парткома Кузнецкого металлургического комбината.
В 1953—1960 — секретарь Орджоникидзевского райкома КПСС, секретарь парткома Кузнецкого металлургического комбината.
В 1960—1966 — первый секретарь Сталинского/Новокузнецкого горкома КПСС.
В 1966—1973 — заместитель председателя Кемеровского облисполкома.
В 1973—1985 — инструктор отдела производственно-массовой работы Кемеровского облсовпрофа.
Делегат XXII съезда КПСС.
Умер в 2001 году в Москве.

## Награды
- Орден Ленина (19.07.1958)
- Орден Знак Почёта (02.04.1952; 25.08.1971)